# Two Lefts Don't Make a Right...but Three Do
 (novembre 2023).
Si vous disposez d'ouvrages ou d'articles de référence ou si vous connaissez des sites web de qualité traitant du thème abordé ici, merci de compléter l'article en donnant les références utiles à sa vérifiabilité et en les liant à la section « Notes et références ».

Two lefts don't make a right... but three do est un album du groupe de rock chrétien Relient K, sorti en 2003.

## Liste des pistes
1. Chap Stick, Chapped Lips, and Things Like Chemistry
2. Mood Rings
3. Falling Out
4. Forward Motion
5. In Love With The 80's (Pink Tux to the Prom)
6. College Kids
7. Trademark
8. Hoopes I Did It Again
9. Overthinking
10. I Am Understood?
11. Getting Into You
12. Gibberish
13. From End to End
14. Jefferson, Aero Plane